# Felipe Corral
Felipe Corral y Laredo (n. Burgos). Político republicano, jurista y escritor español. Estudió Derecho en la Universidad Central de Madrid entre 1865 y 1869, año en el que se licenció.
Fue representante de la provincia de Burgos en el Pacto Federal Castellano (1869), con los republicanos burgaleses Francisco Aparicio Mendoza, Martín Barrera Llamo y Lucio Brogeras, y en la Junta Provisional del Estado de Castilla la Vieja que se derivó del mismo Pacto.
Fue funcionario del Ministerio de Gracia y Justicia hasta 1904.
Casado con Elisa Gracia de Quirós y Méndez, natural de Mansilla de las Mulas. Su nieta Elena de Lázaro Corral (n. 18-12-1913) fue archivera en el Archivo Municipal de Cuenca y genealogista.

## Obras
- Proyecto de constitución federal (1873)
- Informes emitidos por Don Felipe Augusto Corral en una queja presentada a la Sala de Gobierno de la Audiencia Territorial de Palma de Mallorca por Doña Magdalena Sastre y su hija Doña Sebastiana Jaume (1901)
- Un atropello judicial (1910)

Traducciones
- Receta para hacer un matrimonio (Burgos: Folletín de El Independiente, 1871), de Paul de Kock
- Las seducciones (Burgos, 1871)
- La cabaña indiana (1871), de Bernardin de Saint-Pierre